# Pécsi ókeresztény sírkamrák
A pécsi ókeresztény sírkamrák elnevezésű régészeti bemutatóhely Pécs belvárosának északnyugati részén, a pécsi székesegyház környékén található, a 4. századból fennmaradt nekropolisz, ahová a Sopianae római kori város ókeresztény lakói temetkeztek. A leletegyüttes egyetemes jelentőségénél fogva különleges helyet foglal el Magyarország régészeti emlékei között. A leletegyüttes következetes és tervszerű kutatására, a feltárt földalatti sírkamrák (hypogaeum) és épületmaradványok részleges helyreállítására a 20. század első felében került sor, részben Szőnyi Ottó, Gosztonyi Gyula, majd Möller István, illetve az 1960-as évektől Fülep Ferenc munkásságának köszönhetően.
2000. november 30-án az UNESCO a világörökség részévé nyilvánította. 2004-ben a Magyar Nemzeti Bank emlékpénzérmét bocsátott ki Pécsi ókeresztény sírkamrák körirattal.
Az első sírkamrát a 18. század elején a mai Nagy Lajos Gimnázium udvarán találták, erről azonban csak feljegyzések tudósítanak. 1782-ben bukkant elő az első olyan ókeresztény emlék, a Péter-Pál sírkamra, amely mind a mai napig fennmaradt. 2000-ben kezdődött el a legújabb lelet, az alaprajzilag egyedülálló nyolcszögű sírkamra feltárása. A közben eltelt 218 év alatt 16 sírkamrát, több száz sírt és az azokban eltemetett több ezer késő római tárgyat hoztak felszínre a régészek. A sírkamrák figurális és ornamentális falfestése csak a római katakombák festészetéhez hasonlítható.

## A sírépítmények kialakulása

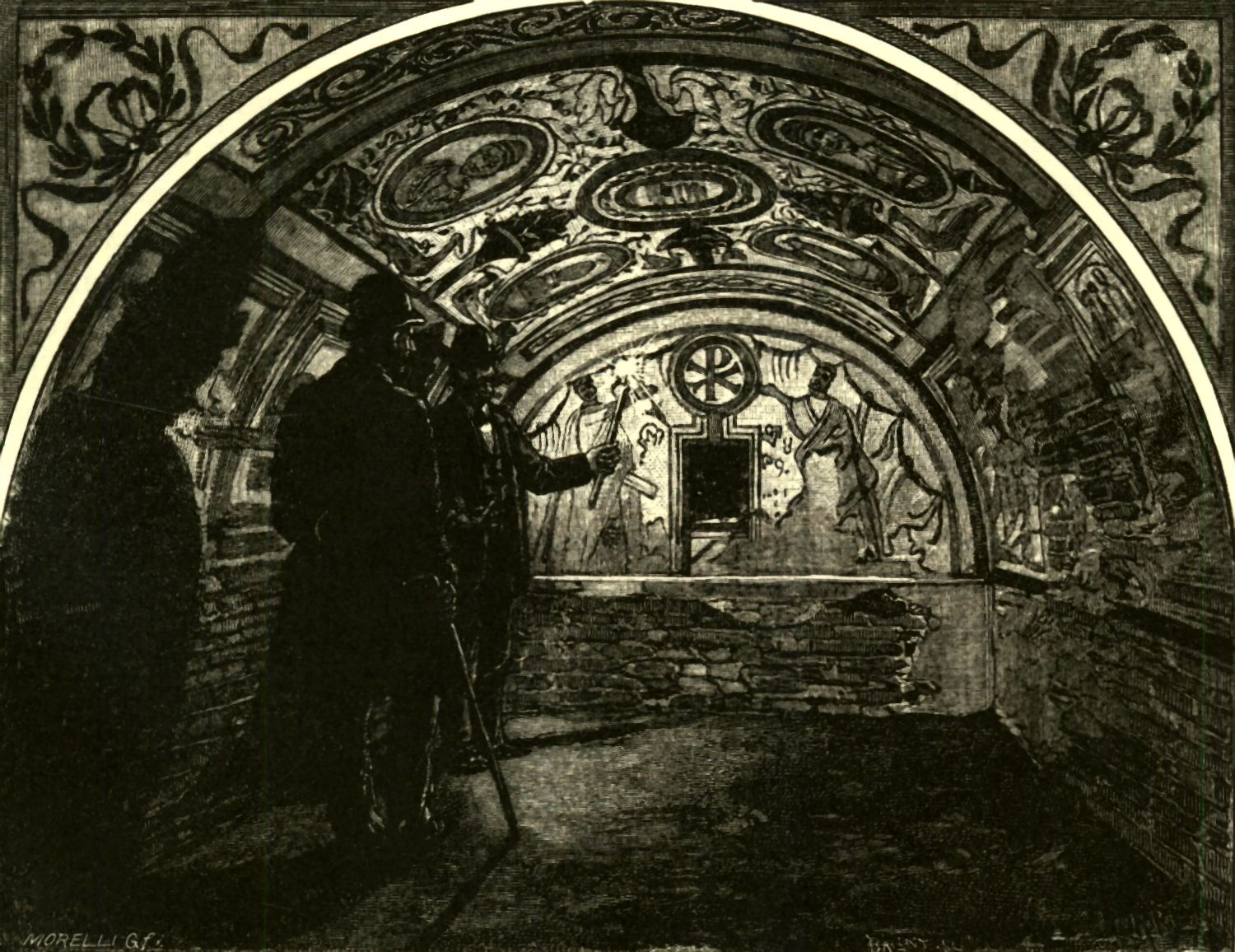
Ókeresztény sírkamra Pécsett 1900 körül, Dörre Tivadar
A “Péter-Pál” sírkamra mennyezetén kerek medalionokban négy, különböző korú férfi ábrázolása (tondófej) látható

Sopianae – a római kori Pécs – története a 2. századig nyúlik vissza, amikor a Mecsek hegység déli lábánál az itt haladó észak-dél irányú kereskedelmi utak találkozásánál egy kedvező fekvésű és éghajlati adottságú, de nem túlságosan városias jellegű település alakult ki. A korai kis település a 3. század végén már városiasabb külsőt öltött és időközben városi rangra is emelkedett. A 3. század legvégén már a négy részre osztott Pannonia provincia Valeria nevű tartományának központja, közigazgatási székhelye, ahonnan a helytartó, a praeses irányította a provincia ügyeit.

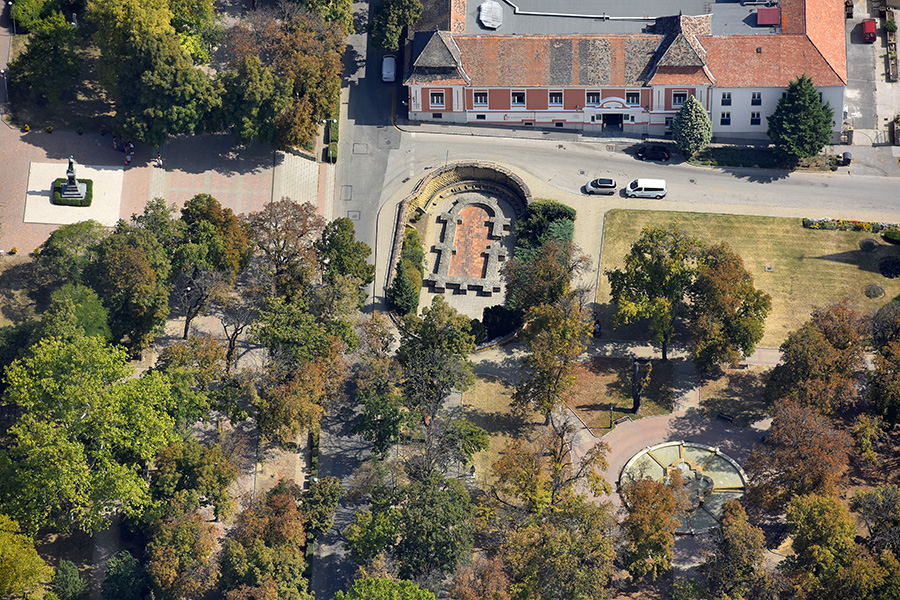
Pécsi ókeresztény sírkamrák légi felvételen

Az ókereszténység első korszaka – az illegalitás évei, amikor a császárok kegyétől függően hol gyakorolhatták vallásukat, hol pedig bujkálniuk kellett – Pannoniában nem hagyott erős nyomot. Az első két évszázadban legalábbis biztosan nem. A temetők képe valószínűleg a hagyományosan a birodalomszerte elterjedt szokásokat tükrözte: hamvasztás, sírkőállítás, pogány sírmellékletek. Sopianae e korai időszakból való temetőjét sajnos még nem sikerült megtalálni, a szórványos lelőhelyek alapján legfeljebb csak sejteni lehet, hogy a Ferencesek utcája környékén lehetett. Itt bukkantak fel ugyanis nagyobb számban sírkőtöredékek és néhány hamvasztásos sír.
A keresztényüldözések idején az életben maradottaknak valószínűleg sok mártír hamvait sikerült megszerezniük és hitüknek megfelelő módon eltemetniük. Úgy tűnik, hogy e maradványok néha fontosabbakká váltak, mint életükben maguk a leendő mártírok. A mártírsírokkal együtt jelenhettek meg tömegesen az egyszerű keresztény sírok is, amelyek a 3. századi, keleti eredetű rítusváltásnak köszönhetően immáron csontvázas (nem hamvasztásos), nyeregtetős téglasírok voltak. Bár a kereszténység eszméi szerint a halál után nem a test, hanem a lélek élt tovább, régi hagyományok nyomán a régészet szerencséjére az ókeresztények még tettek mellékleteket a halott mellé a sírba. E tárgyak főleg ruhatartozékok, személyes dolgok és pénzérmék voltak.

## A leletegyüttes általános leírása

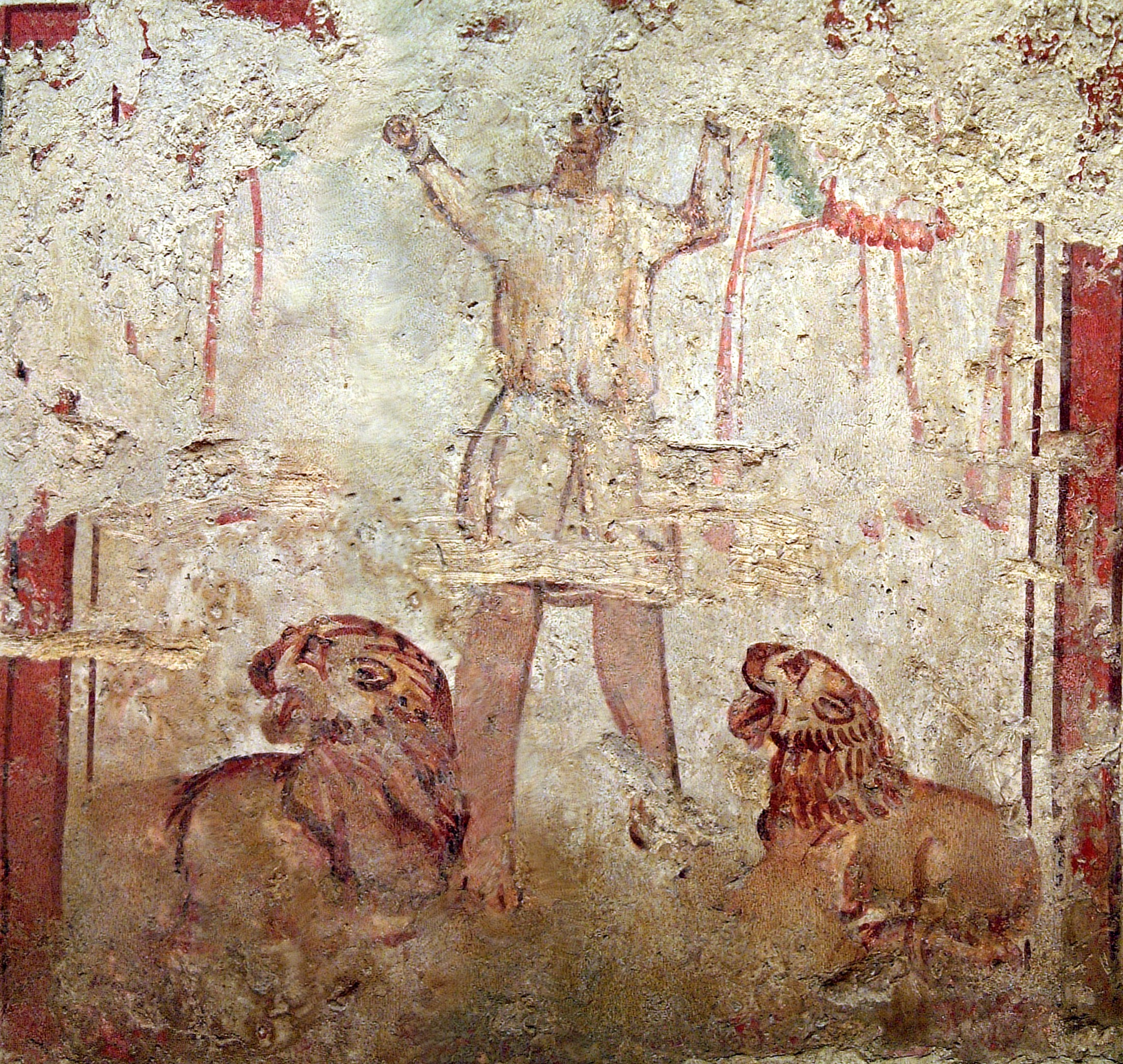
Dániel próféta az oroszlánok között, a mártíromság koszorúival a sopianaei Ókeresztény Mauzóleum sírkamrájának északi falán

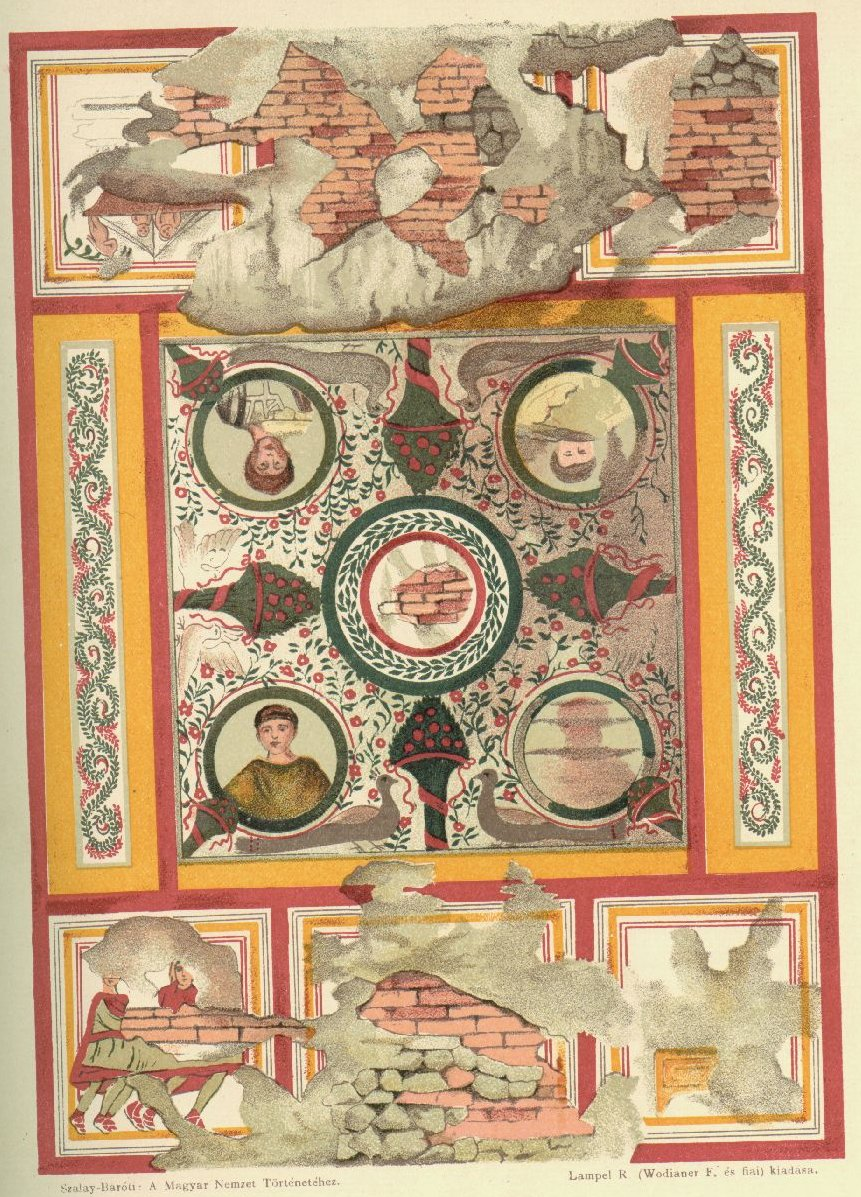
Pécsi ókeresztény mennyezetkép (Henszlmann Imre könyvéből)

Sopianae városának 4. századi ókeresztény közössége jelentős számú sírépítményt (kápolnát, sírkamrát, épített sírokat) emelt egykori temetőjében. Az ókeresztény temetői emlékegyüttes nagysága és gazdagsága a legjelentősebb az Olaszországon kívüli nekropoliszok emlékanyagában. A város és a temető területén is 200 éve folynak régészeti kutatások. A város nagy kiterjedésű temetője a Mecsek hegység déli lejtőin helyezkedik el a római kori lakott településtől északra. A 4. századra jellemző, hogy a temetők gyakran a településeken kívül, de azokhoz nagyon közel alakultak ki.
A sírkamrák falain az ókeresztény szimbólumok (Krisztus-monogram, galamb, a korsó és a pohár) mellett található bibliai jelenetek (Péter és Pál apostolok, Ádám és Éva, Dániel próféta az oroszlánok barlangjában, a háromkirályok, Jónás jelenete, Mária és a gyermek Jézus) közeli analógiái Róma város katakombáiból ismertek. A kancsó és pohár a halotti tor vagy az eucharisztia (oltáriszentség) szimbóluma lehet, a több helyen is feltűnő Krisztus-monogram Krisztus személyes jelenlétére utal és gyakran a sírokból előkerült ékszereken, gyűrűkön, fülbevalókon is megjelenik. A pécsi emlékek építészetileg abban térnek el a Balkánon és más európai provinciákban talált hasonló épületektől, hogy a sopianaei temetőépületek között kétszinteseket is találunk, amelyeket kettős feladat ellátására emeltek: egyszerre voltak temetkezési helyek (sírkamra-cubiculum) és szertartások céljára szolgáló kápolnák (memoria). A sopianaei temető területén eddig feltárt sírkamrák, kápolnák, mauzóleum olyan együttest alkotnak tehát, amelynek egyedi építészeti megjelenése és ugyancsak egyedi, bibliai gyökerekből táplálkozó falfestészete egy napjainkra is kiható kultúráról és civilizációról tanúskodik.

## Az ismert nagyobb temetői épületek

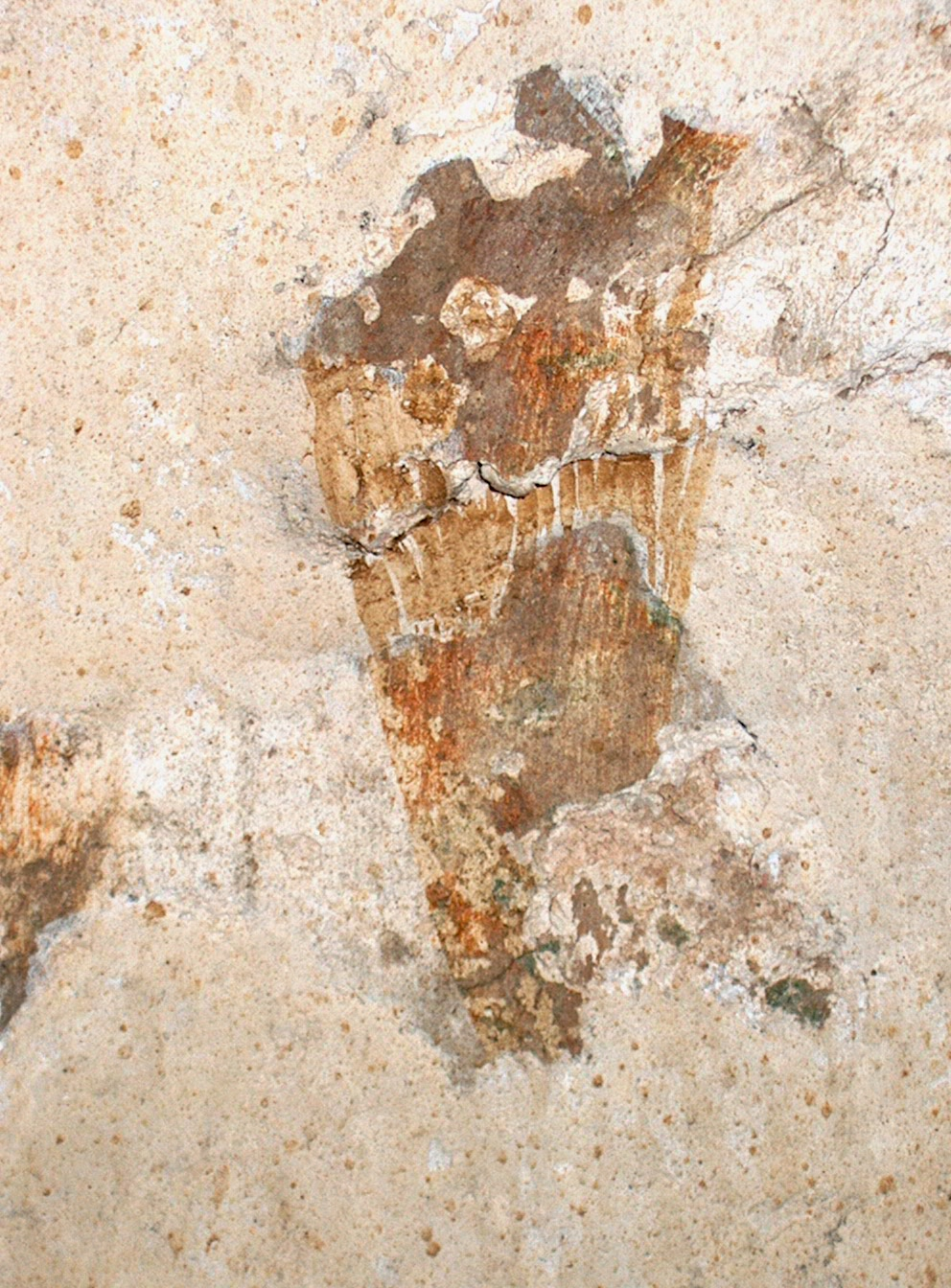
Búzakalász ábrázolása a sopianaei Ókeresztény Mauzóleum sírkamrájának keleti fülkéjében

### I. számú (Péter-Pál) sírkamra
A sírkamrát 1782-ben fedezték fel a püspöki levéltár és reneszánsz palota elbontása során, jelentőségét felismerve még a 18. század folyamán a kor mércéjével korszerűnek számító tégla védőépülettel vették körbe, amellyel együtt a sírkamra napjainkban is megtekinthető. A sírkamrához a 19. században folyosót alakítottak ki, amely 2003-ig, a Cella Septichora Látogatóközpont létrehozásáig működött. Napjainkban a sírkamra a Látogatóközpont Sétatérre néző bejárata felől közelíthető meg a II, III, IV, XIX. és XX. számú sírkamrákkal, valamint a Nyolcszögletű- és a Cella Septichora sírkápolnákkal együtt. Formai jegyei, valamint festményeinek ikonográfiai részletei alapján az épületegyüttes az i. sz. 4. században készült el. A sírkamra (cella) fölé eredetileg emelt sírkápolna (memoria) észak-déli tájolású volt, a bejárata a déli, apszisa az északi oldalon helyezkedett el, keleti és nyugati oldalain három-három külső támpillér erősítette az épületet. A memoria falai és padlózata nagyrészt elpusztultak a levéltár elbontása során, a megmaradt apszis és a támpillérek nyomai jelenleg a sírkamrát bemutató üvegpadlón keresztül tekinthetők meg.
A sírkamra jelentőségét az épen fennmaradt ókeresztény festmények adják, amelyek a cella oldalfalait és boltozatát fedik. A festményeket a már megszáradt vakolatra festették (al secco). A festmények alapját a Paradicsomkertet megjelenítő, sárga és vörös keretelésbe foglalt indadíszek alkotják. A sírkamra északi oldalát az homlokzatba mélyített ablakocska (fenestella) felett koszorúba foglalt Krisztus-monogramm (krisztogram) dominálja, amire két oldalról két férfialak mutat. Ikonográfiai párhuzamok alapján a tunicás alakok Szent Péterrel és Szent Pállal azonosíthatók. A sírkamra oldalain három-három jelenet látható: a keleti oldalon a Bűnbeesés, Dániel az oroszlánbarlangban (vagy az evangéliumi Jó Pásztor, ami szintén elterjedt ábrázolás volt a 4-5. századokban) és Jónás próféta története. Ez utóbbi az ún. elbeszélő stílusban került bemutatásra, amely folyamatszerűen, ugyanazt az alakot egymás mellett több jelentben ábrázolva mutat be egy-egy történetet. A sírkamra nyugati oldalán a Háromkirályok, Mária az ölében ülő Gyermekkel és Noé alakjai láthatók. A sírkamra dongaboltozatán egy további krisztogram látható, körülötte négy, medallionba foglalt mellképpel (tondófej). A négy mellkép értelmezése kérdéses, a sírkamrába temetett család tagjait, illetve a Pannoniából ismert négy kőfaragó mártír, Castorius, Claudius, Nicostratus és Simpronianus.
A festmények restaurálása során tett megfigyelésekből levonható, hogy azok két-három festő keze munkái, akik technikai tudásban nem maradtak el a 4. században Itáliában és a Balkánon tevékenykedő kollégáiktól. A festményeken egyaránt megjelenik az itáliai katakombák és a balkáni sírkamrák ábrázolás világa. Ennek magyarázatát az ókeresztény művészet kutatói a IV. század végi római egyházpolitikában látják, így a pápai primátust megszemélyesítő Péter és Pál tiszteletének képi ábrázolása a Pannoniában tért nyert ariánus kereszténység visszaszorítására tett tudatos egyházpolitikai lépésként értelmezhető.

### II. számú (Korsós) sírkamra

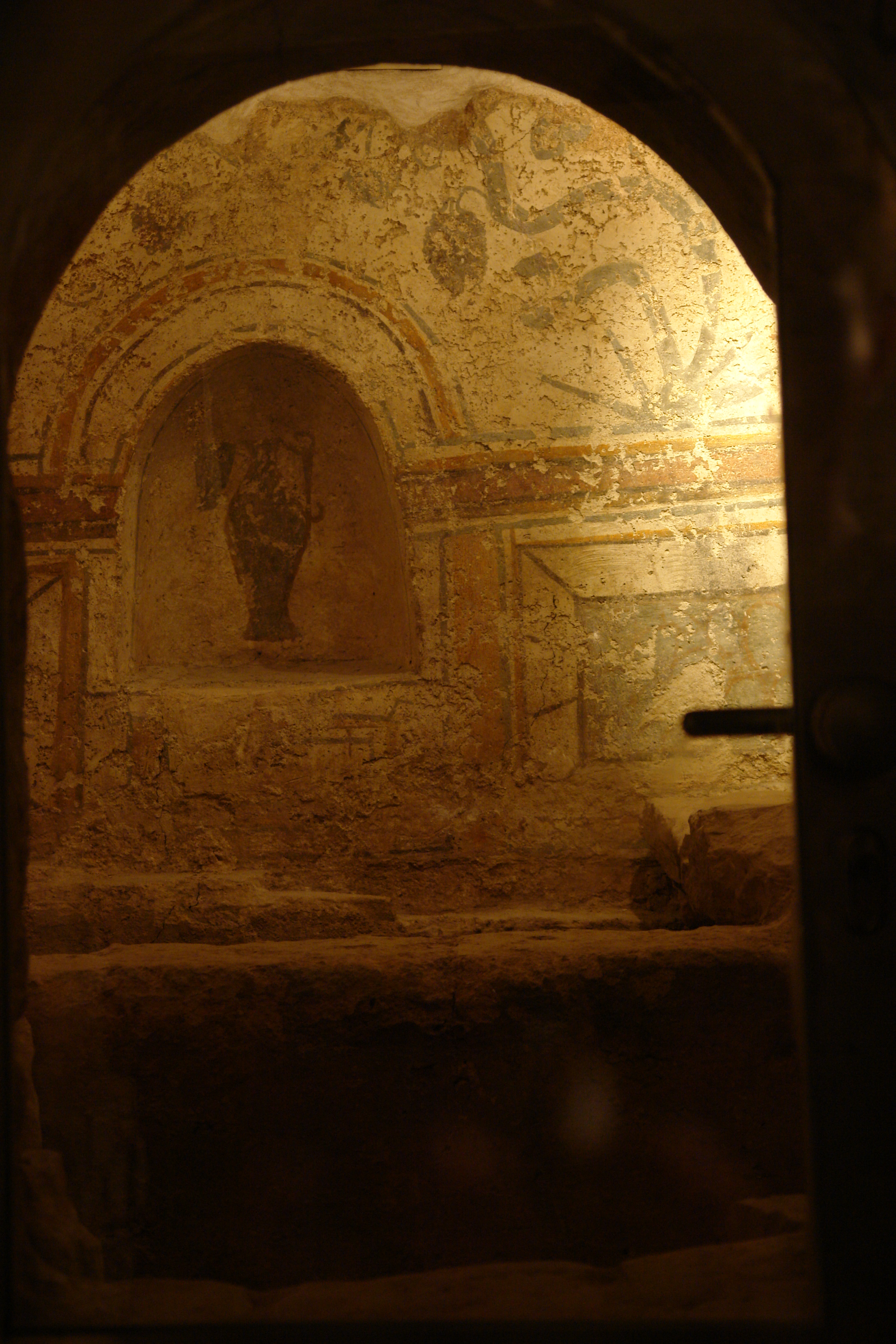
A Korsós sírkamra

A sírkamrát 1939-ben tárta fel Gosztonyi Gyula, a Pécsi Püspökség építésze, az ásatás lezárultát követően rövidesen bemutatásra került. A sírkamra fölé szabálytalan alaprajzú, oldalain három-három támpillérrel megerősített épületet (memoria) emeltek, amelynek falai részlegesen maradtak fent. Hasonlóan az I. számú (Péter-Pál) sírkamrához, az épület bejárata dél felől nyílt. 1964-ben a sírépítményben Fülep Ferenc újabb ásatást végzett, ekkor annak északnyugati sarkában tüzelőhely nyomait figyelte meg, ami arra utal, hogy a római időket követően a sírépítményt lakóhelyként használták.
A sírkamra bejáratát a déli oldalon alakították ki. A sírkamra falait mészkővel borították, illetve téglákból készített dongaboltozattal fedték le, majd habarccsal levakolták, amit hagytak megszáradni, majd festményekkel díszítettek (al secco). A sírkamrába eredetileg egyetlen, kőlapokkal fedett és kettős padlózattal ellátott sírládát helyeztek el, ami a kamra északi oldalán kialakított íves záródású fülke alatt helyezkedett el. Idővel egy második sírt is építettek a sírkamra déli oldalán, ezzel teljesen befedték a kamra belterületét.
A dongaboltozat kivételével a sírkamra festményei rekonstruálhatóan fennmaradtak. A falakat vörös és kék sávokkal egy alsó és egy felső részre tagolták. A sírkamra északi felében a falak alsó részén négyszögletes, márványburkolatot utánzó (inkrusztációs) mezők látszanak, a déli felében az előzőkhöz kapcsolódó rácsszerű kerítés figyelhető meg sematikus, nyílszerűen ábrázolt virágokkal, ami a festmények megrendelőjének keresztény voltát feltételezve a Sopianae-i késő római temető más sírépítményeiben (Apáca utca 8. alatti sírépület, XX. sírkamra) megjelenített Paradicsomkertként azonosítható. A falak felső részét szőlőindák és fürtök töltik ki. Az északi fülkében füles korsó és pohár ábrázolása látható – innen a Korsós sírkamra elnevezés – ami az antik gyökerekre visszavezethető halotti lakomák (epulum), valamint a halottról való immár keresztény megemlékezés (refrigerium) szimbolikájaként értelmezhető. A sírkamra déli oldalán a bejárat két oldalán egy-egy okkersárga, vörös keretelésű üres medallion díszíti, amelyekben sem arc, sem egyéb ábrázolás nem fedezhető fel.
A sírkamra késő római temetőn belüli elhelyezése, valamint az ábrázolások stilizált volta a Kr. u. IV. század végére, V. század elejére keltezi építését, amit megerősít a sírkamrában talált egyetlen, 367-375 közé keltezhető érem.

### III. számú sírkamra

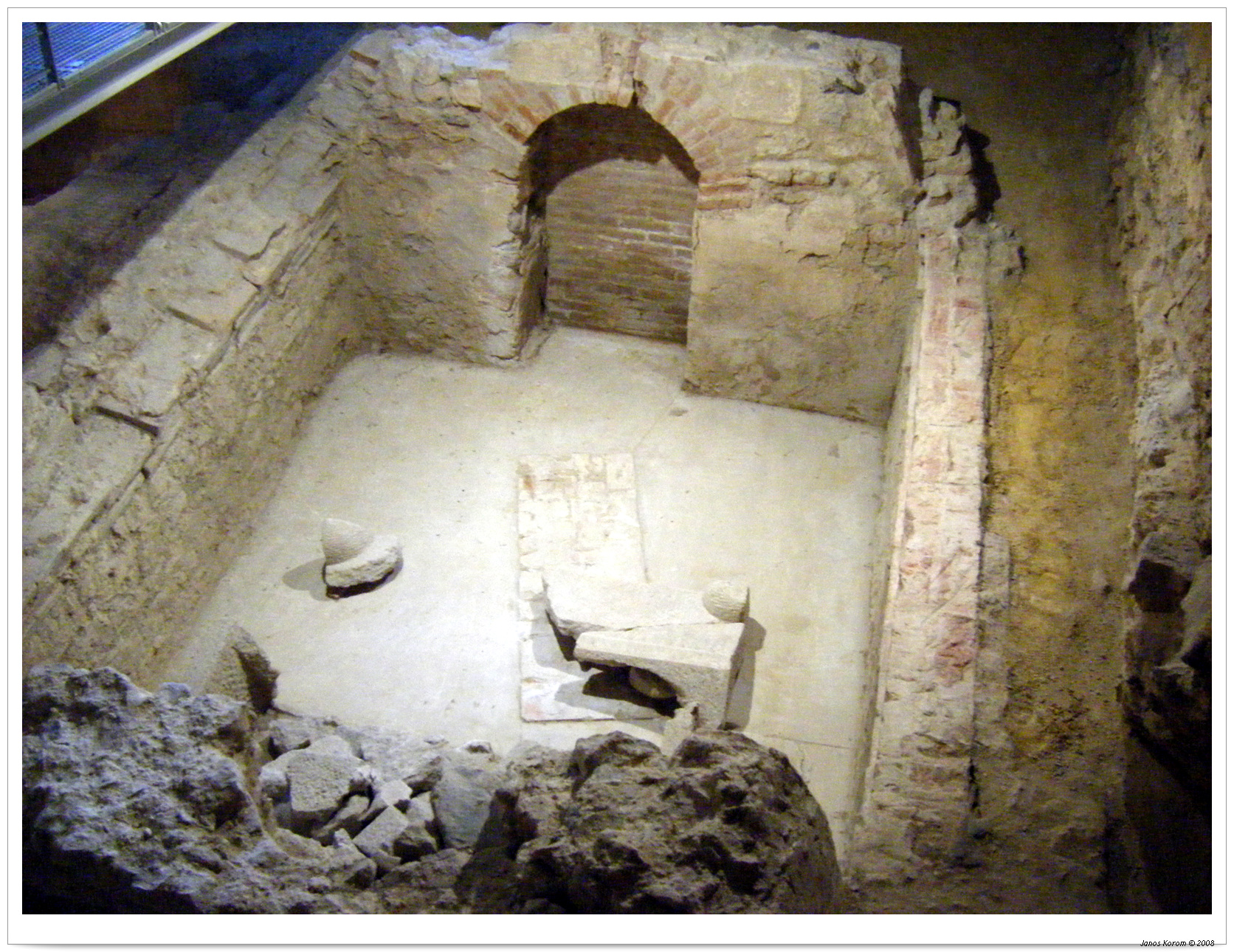
A III. számú sírkamra

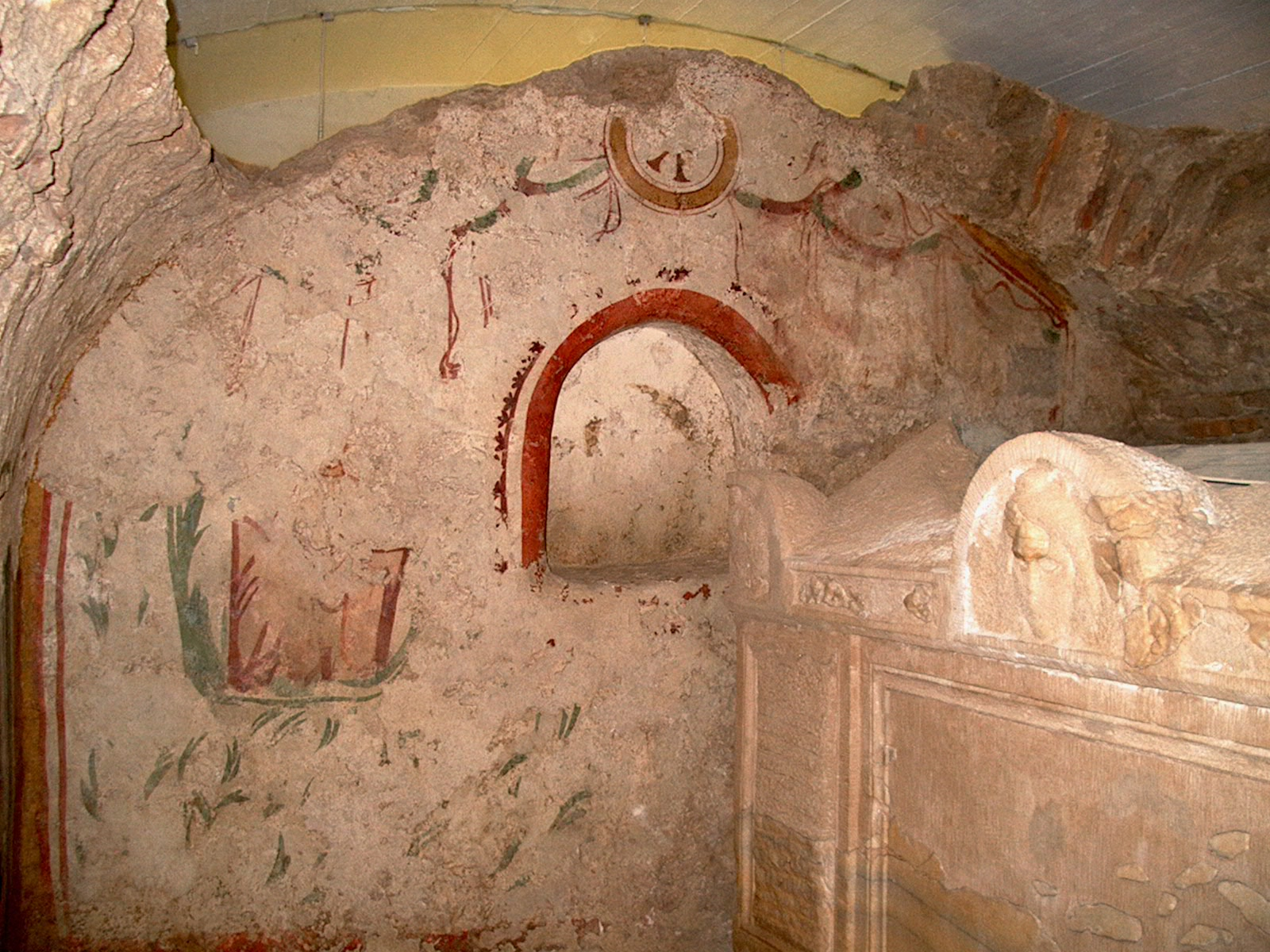
A sopianaei Ókeresztény Mauzóleum sírkamrájának keleti fala

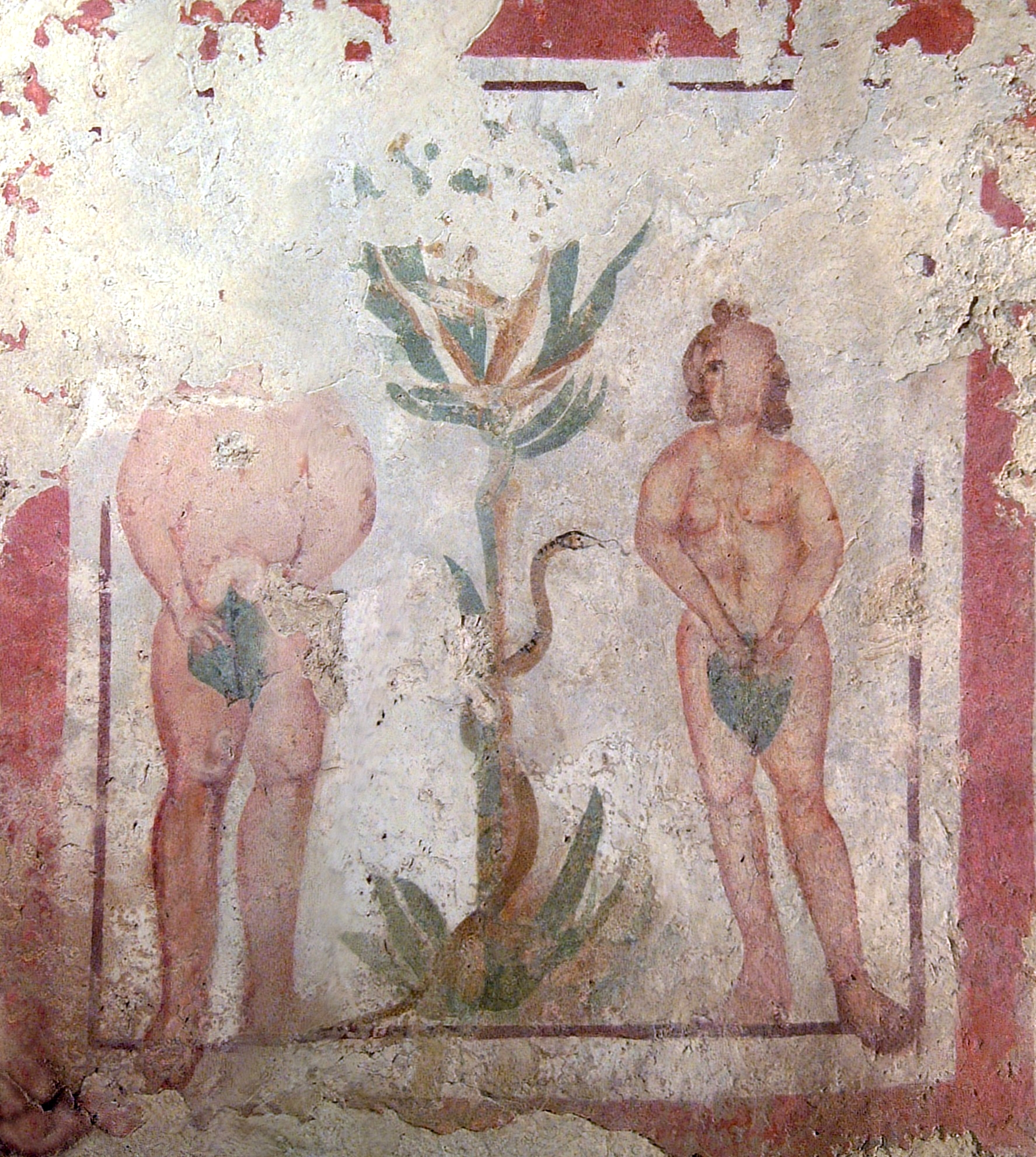
A bűnbeesés jelenete a sopianaei Ókeresztény Mauzóleum sírkamrájának északi falán

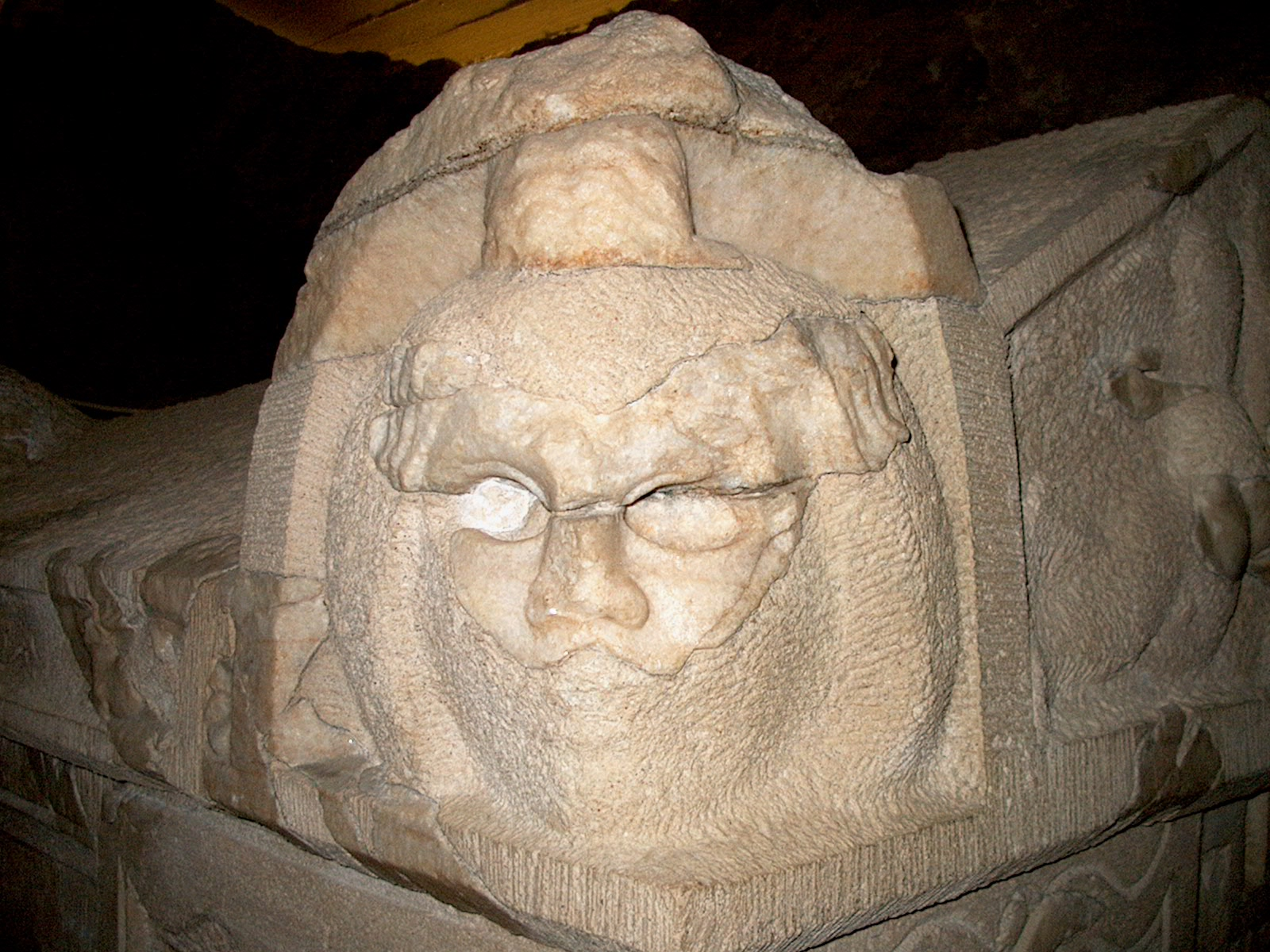
Színházi maszk a sopianaei Ókeresztény Mauzóleum sírkamrájának szarkofágján

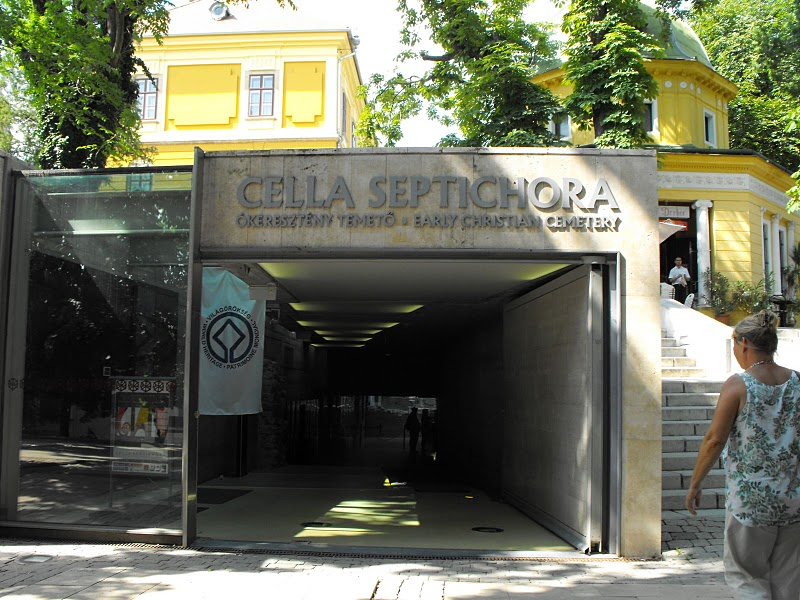
A Cella Septichora bejárata.

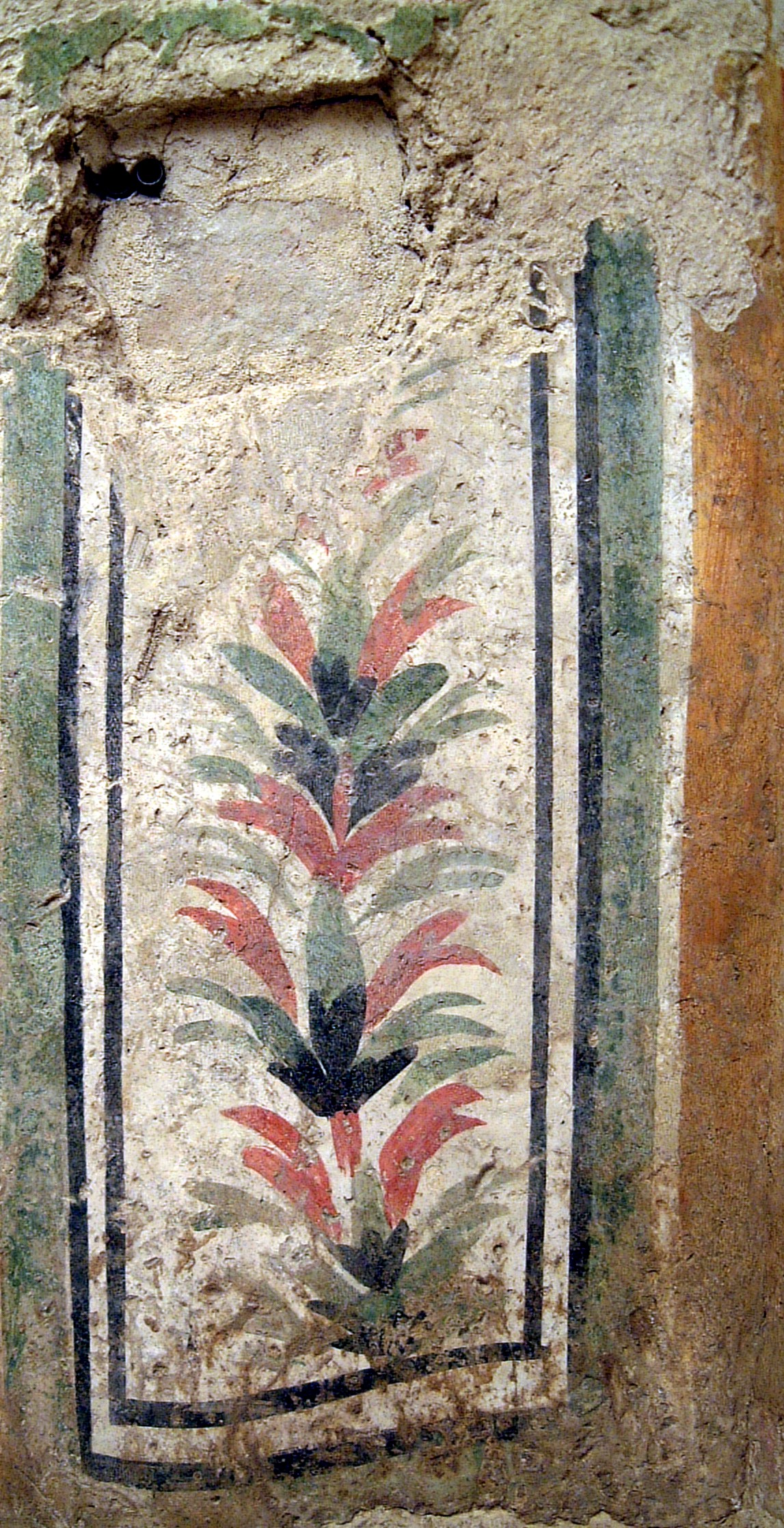
Életfa ábrázolás a sopianaei Ókeresztény Mauzóleum sírkamrájának északi falán

A sírkamrát 1913-ban fedezte fel Szőnyi Ottó régész és Möller István építész. A festetlen sírkamra északi falán kis fülke található – hasonlóan a II. számú (Korsós) sírkamrához –, az elhunytat az ez előtt álló szarkofágban helyezték nyugalomra. A sírkamra és a töredékeiből összeillesztett szarkofág jelenleg a Cella Septichora Látogatóközpontban, az I. számú (Péter-Pál) sírkamrához vezető folyosóról lepillantva tekinthetők meg.
A tudósok szerint a boltozott sírkamra fölött eredetileg kis emlékkápolna állhatott, amely feltehetően nem volt apszisos, hanem egyenes záródású épület volt, ugyanis a sírkamra északnyugati sarkában talált ép sírt elpusztított volna egy apszis megépítése. A régészek az eredeti, külső járószint rekonstruálása mellett megállapították, hogy a sírkamra java része a föld alatt lehetett. Ez a sírkamra az egyik legnagyobb méretű sírkamra az ókeresztény temető teljes területén. A sírkamrák többségéhez hasonlóan ez is észak-déli tájolású, a bejárata délre néz, az északi fala elé kelet-nyugati tájolású, tömbből kifaragott kőszarkofág sírládát helyeztek.

### IV. számú sírkamra
A IV. számú sírkamra a székesegyház délkeleti oldalánál található. Az 1913–1914-ben előkerült kamra hátsó felében épített sírláda található. Vakolt falai dísztelenek és festetlenek. Egyik jellegzetessége, hogy a bejárattal szembeni falban nincs fülke, és a felszíni építmény felmenő falai ebben a kamrában már nem láthatók. Csak valószínűsíteni lehet, hogy korábban léteztek.
A magassága eltér a közvetlenül mellette lévő Péter-Pál sírkamráétól, amiből következtetni lehet, hogy a terepfelszín korábban jóval tagoltabb volt a jelenleginél. Érdekes technikai megoldást alkalmaztak a IV. kamra dongaboltozatán. A téglák boltozati feszítéséhez apróbb ékköveket használtak a köztük lévő habarcs megkötéséig.

### V. számú sírkamra (vagy Nyolcszögletű sírkamra)
Az V. számú sírkamrát úgy is nevezik, hogy Nyolcszögletű sírkamra. A XIX. és XX. sírkamráktól északra található sírkamrát már 1913-14-ben ugyan felfedezték, a teljes feltárása csak a 21. század elején történt. A temető területén eddig ez az egyetlen nyolcszögletű építmény, ami miatt a tudósok eleinte azt feltételezték, hogy a korban szokásos, centrális elrendezésű keresztelőkápolnáról – baptisteriummal – van szó. Végül ilyet nem találtak, azonban az északi falban a sopianae-i sírépítményekre jellemző fülke található. Az épületet két fő építési fázisra lehet osztani, azonban egyes kutatók ennél több alfázist is megkülönböztetnek. A leletek alapján megállapítható, hogy az eredeti, szabályos nyolcszögű épület falait mintegy 120 cm magasságig visszabontották – főleg a keleti falon, az induló boltváll magasságánál figyelhető meg a kétfajta falazás különbsége. Ekkor épült a helyiséget két részre osztó, három boltívet tartó két, középső oszlop is, valamint ekkor vastagították meg hozzáépítéssel az északi és a déli falat is. Az északi falban lévő boltív így részben el is takarja a falfülkét.
Elképzelhető, hogy ugyanebben a fázisban épült a sírkamra déli részére egy négy oszlopon nyugvó tornác-szerű porticus is, amelyet később építették hozzá a sírkamrához. A megmaradt falakból a kutatók megállapították, hogy az épület részben föld alatt állt, de a föld fölé is emelkedett, amiről az ablaka árulkodik. Szintén egyedivé teszi a kamrát az, hogy nagy valószínűséggel nem volt sírkápolnája. Jelenleg nem ismeretes, miképp nézhetett ki az első fázisban, és a funkcióját is nehéz pontosan megállapítani. Jelenlegi állapotában sírkamrának tűnik, azonban szokatlanul kicsi a benne található sírláda. Nem valószínű, hogy gyermeket temettek itt el. Valószínűbb, hogy újratemetésről van szó, amely nem volt szokatlan a 4. században a kereszténység elterjedése után. Ekkor temették újra a korábban rejtett helyeken tisztelt mártírok földi maradványait.

### VI-X. számú sírkamrák
A VI. számú sírkamra a székesegyháztól délre, a Dóm téren (Szent István tér felső része) található. 1922-ben került elő. Festetlen. Jelenleg méltatlanul a székesegyház előtti föld alatti vízelvezető csatorna ejtő aknájaként működik. Nagy mélysége miatt bemutatása nincs megoldva, nem látogatható. A VII. számú kripta a székesegyház nyugati oldalánál található. 1957-ben került elő. Az építmény kutatása nem teljes, jelenleg nem látogatható, mert föld alatt van. A VIII-X. számú sírkamrák a Káptalani Levéltár és Plébánia épületétől keletre találhatók, a Szent István tér keleti oldalán (felső-sétatér). Az első kettő festetlen falú építmények, amelyek 1940-ben kerültek elő. Az utolsó 1927-ben került elő, azonban a kutatása még nem történt meg, ugyanis jelenleg föld alatt van, nem található.

### Cella Trichora (háromkaréjos kápolna)
A Cella Trichora vagy háromkaréjos kápolna központi, négyzetes teréhez nyugatról, északról és keletről apszisok, míg délről egy narthex csatlakozik. Sok ilyen kápolna ismert a késő római időszakból és utána. Keleti, északi és nyugati oldalán helyezkedtek el az apszisok, viszont csak az északi falak mintegy 1-1,2 méteres magassága maradt fenn. A falakon „pszeudo-kúfikus” stílusú festett arab betűmotívumok szerepelnek díszítésként. Ez azt bizonyítja, hogy az épületet a 8-11. században újrafestették, tehát még állt. A helyszínen kutatásokat végző magyar régészek (Szőnyi Ottó, Fülep Ferenc) véleménye szerint az épület az ókorból származik. 2010-11-ben a Rózsakertben feltártak egy „második” Cella Trichorát, amely mind alaprajzában, mind méretében, de még az észak-déli iránytól való csekély eltérésben is szinte tökéletesen egyezik az „elsővel”.

### Cella Septichora (hétkaréjos épület)
A Cella Septichora, vagy más néven hétkaréjos épület, az eddig ismert legnagyobb épület az ókeresztény temetőben. Nevét a különleges hét apszisáról kapta. Az épület 1927-ben került elő, amelyet azonban tíz évvel később tárt fel Gosztonyi Gyula, majd végül 2005–2006-ban került sor az épület teljes régészeti kutatásra és feltárásra. A nyolcszög alaprajzú épület kelet-nyugati tájolású, amelynek az északi és déli oldalán három-három, a keletin egy félkör alaprajzú apszis zár. Az egyenes záródású nyugati oldalon került elő az épület 2,4 m széles bejárata, amely elé terveztek egy előépítményt (porticus vagy narthex) is. Az építmény falainak átlagvastagsága több mint 1 méter, külső hossza 22,45 méter, legnagyobb szélessége 17,45 méter. Az épület belső térszintje a jelenlegi térszint alatt van mintegy 6 méterrel. A Cella Septichora falai a római korban a föld alatt voltak, tehát kívülről nem voltak láthatók. A római kori talajszint a megmaradt falkoronaszint magasságában volt. Az északi és a déli oldal falainak szintkülönbsége a talaj lejtéséről árulkodik. A idők folyamán a felmenő falak lepusztultak a talajszint feletti részen, az épület belső tere betöltődött, és a középkor századaira láthatatlanná vált. A sírkamráknak is csak a föld alatti része maradt meg.
Az épület falait durván megfaragott mészkődarabokból tört mészkőből és téglából emelték vegyes falazással: a kőfalazatba körülbelül méterenként 2-2 sor ún. kiegyenlítő téglasort építettek be. Az épület falában látható négyszögletes lyukak az építés során használt állványzat gerendáit tartották, erősítették a falhoz. A Cella Septichora építését a 4. sz. végén vagy az 5. sz. elején kezdhették, és az építkezést Valeria tartomány kiürítésének idején, 430 körül beszüntették. A hétkaréjos építmény végleges funkciója bizonytalan, az épület belső teréből sírok nem kerültek elő. A belső tér nagysága hitközösségi szertartásra is alkalmasak lehettek.

### Ókeresztény Mauzóleum

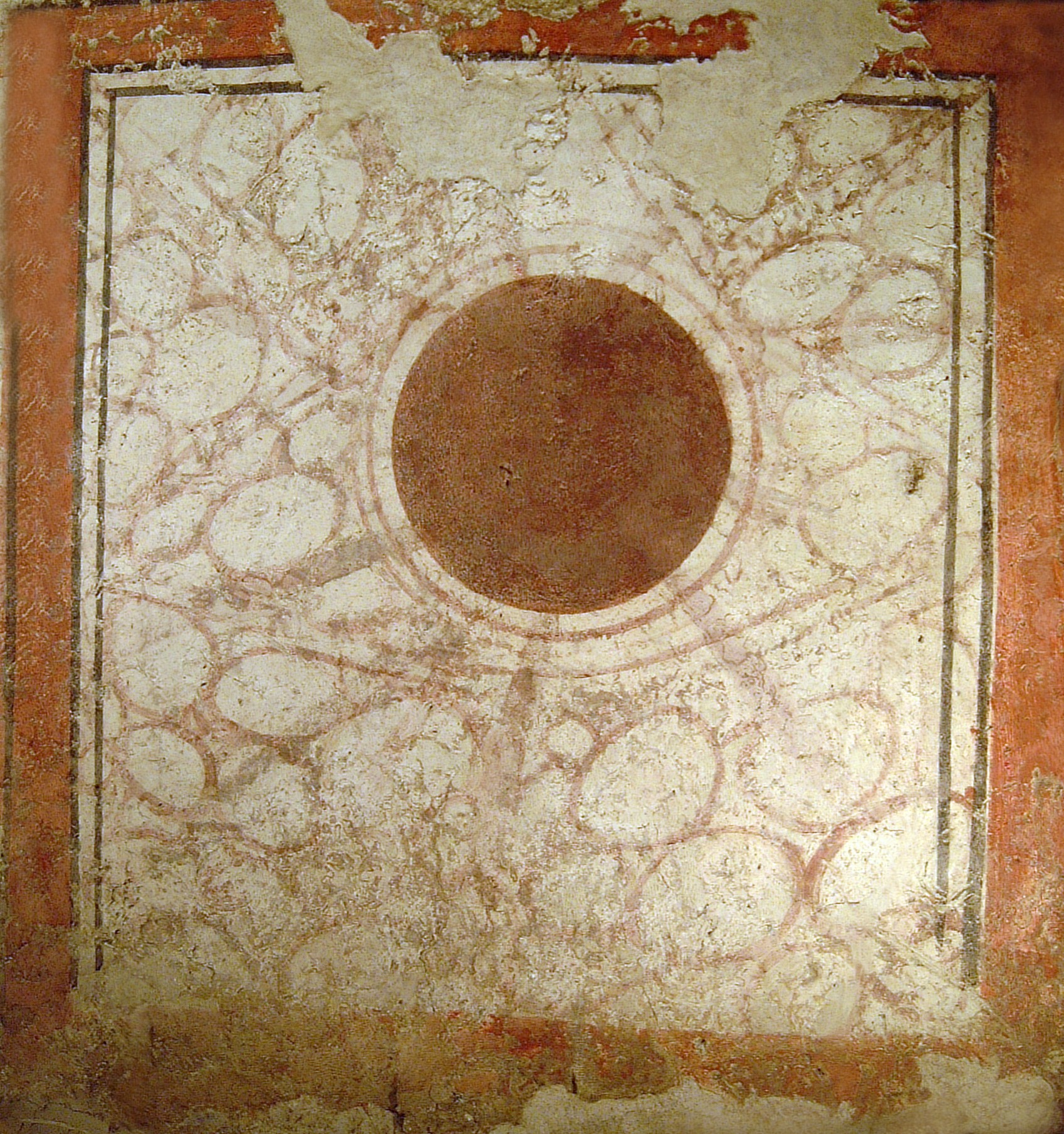
Márványutánzatos festés a sopianaei Ókeresztény Mauzóleum sírkamrájának déli falán

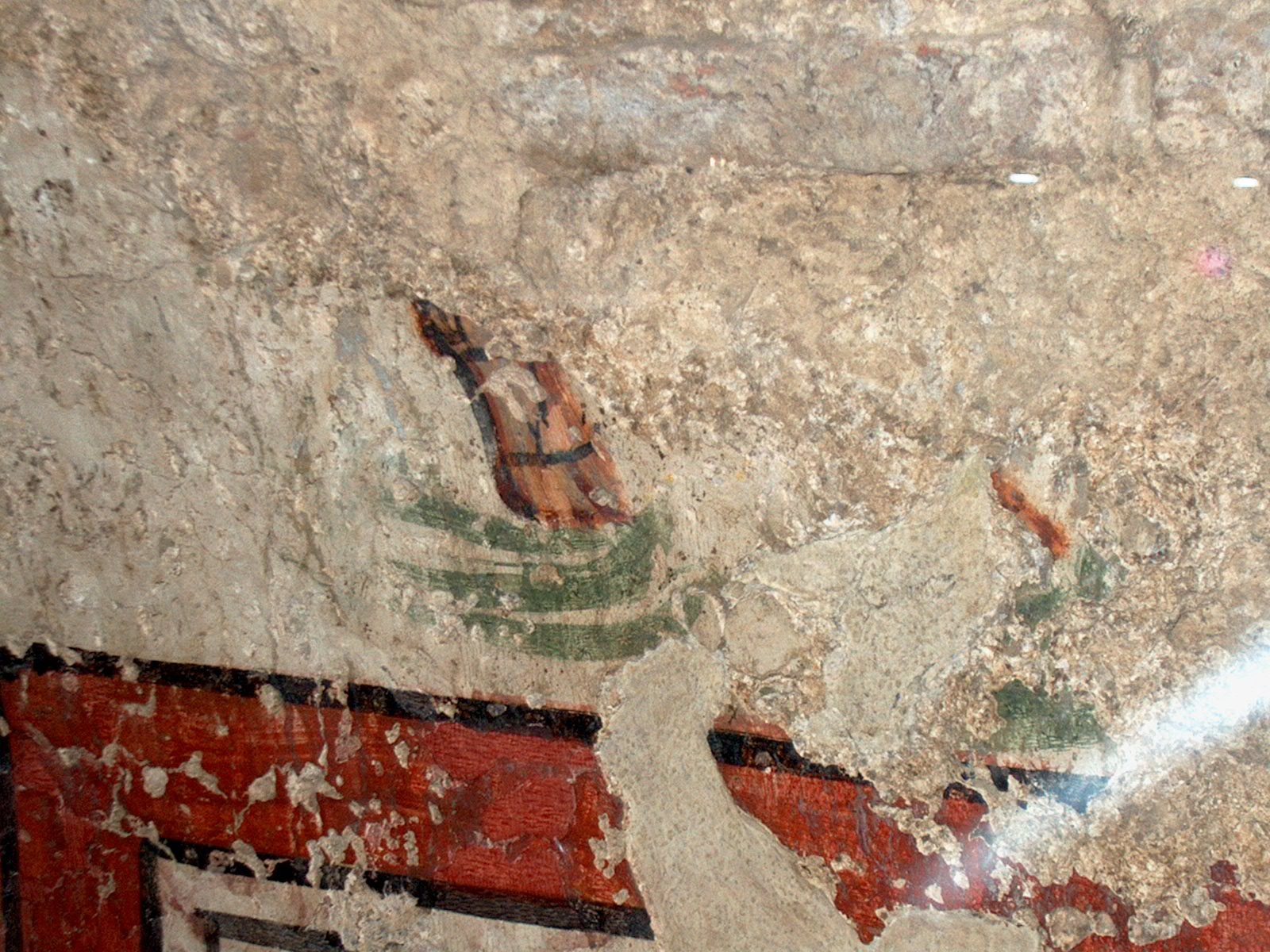
Állatábrázolás töredéke a sopianaei Ókeresztény Mauzóleum sírkamrájának déli boltozatvállán

1975-ben bukkantak rá az Ókeresztény Mauzóleum épületére, a Szent István tér korábbi vízesésének javítási munkálatai során. A restaurálás után Bachman Zoltán tervei alapján védőépülettel látták el a sírkamrát. A hosszan elhúzódó ásatások nyomán előkerült egy ókeresztény temetőkápolna, és alatta az eddig ismert legnagyobb sírkamra. A három szarkofágot rejtő kripta falai festettek voltak. Az egykori Sopianae nagyobb épületei közé tartozó, kétszintes épület a felszíni kápolna cella memoriaeként szolgált, míg a kriptában temetkeztek. Valószínűleg a 370-es évek környékén építhették, legalább két építési ütemben. A második építési periódusban bővítették ki a sírkamrát, illetve ekkor került ide két újabb szarkofág.
A kápolnát kívülről támpillérekkel erősítették meg úgy, hogy kettő-kettő az északi, illetve a déli oldalon a kápolna belsejébe is benyúlik. Mindkét szemben álló párt boltívek köthették össze, melyek közül a keleti a diadalív, amely elválasztja a szentélyt a templomhajótól. Található nyugaton is egy ív, amely a templom középső terét elválasztja a nyugatitól. Innen nyílott eredetileg a sírkamrába vezető lépcső. A kápolna alaprajzának zöme ismert, viszont a bejárat helye ma sem ismeretes. A tudósok azt feltételezik, hogy a bejárat egyetlen lehetséges helye a déli homlokzat középső része lehetett. A sírkamra eredetileg egy festett helyiségből állt, amelynek déli oldalán állt a hatalmas, gyönyörűen faragott szarkofág. Később a sírkamrát nyugati irányban megnagyobbították. A két helyiség határát mindkét oldalon pilaszterek és a belőlük indított boltív jelzik. Az eredeti sírkamrában voltak felületkitöltő díszítések és figurális ábrázolások. A freskókon kívül a szarkofágon is vannak díszítések, amelyeknek egy részét a népvándorlás korában tönkretették.
Az északi falon megmaradt freskósorozaton gyakori korabeli ókeresztény ikonográfiák találhatók (Ádám és Éva bűnbeesése, majd Dániel próféta az oroszlánok vermében, végül és az életfa motívuma). Ezek igyekeznek a földi lét gyarlóságára irányítani a figyelmet. A keleti falon Krisztus szimbólumát, a görög khí és ró (X és P) betűk ligatúrájából álló krisztogram van. Feltételezhető, hogy a mauzóleumban eltemetett személy jelentős lehetett, esetleg valamelyik utolsó keresztényüldözés idején szenvedhetett vértanúhalált. Erre utal az északi fal utolsó ábrázolása, az életfa, amely legyőzi a halált, és az élet és halál szakadatlan körforgása helyett az örök életet biztosítja. A mauzóleum keleti fala ábrázolja a Paradicsomba való belépést. A testet rejtő szarkofág nem a sírkamra tengelyében, hanem attól délre, mintegy a sírkamra keleti falán szereplő Krisztus bal oldalán helyezték el. A jobb oldal a „lélek”, a bal pedig a „test” oldala volt. A lélek és test manicheista tanai a 4. század második felében gyakran igencsak mélyen hatottak. Nem ismeretes az a tény azonban, hogy a szíriai eredetű manicheizmus mennyire terjedt el a dunai provinciákban.
A szarkofág sirmiumi készítésű (de félkész) faragásai nem valószínű, hogy keresztény alkotás. Jelentős a szarkofág akroterionjait díszítő maszkok szimbolikája, amelyben a halál antik eredetű szimbolikája egyszerűen tovább él a keresztény vallásosság mellett. Egyes tudósok szerint a maszkok inkább színházi maszkok, amelyek egyrészt a Dionüszosz-kultuszra, másrészt egy késő-platonikus mítoszra utalhatnak.

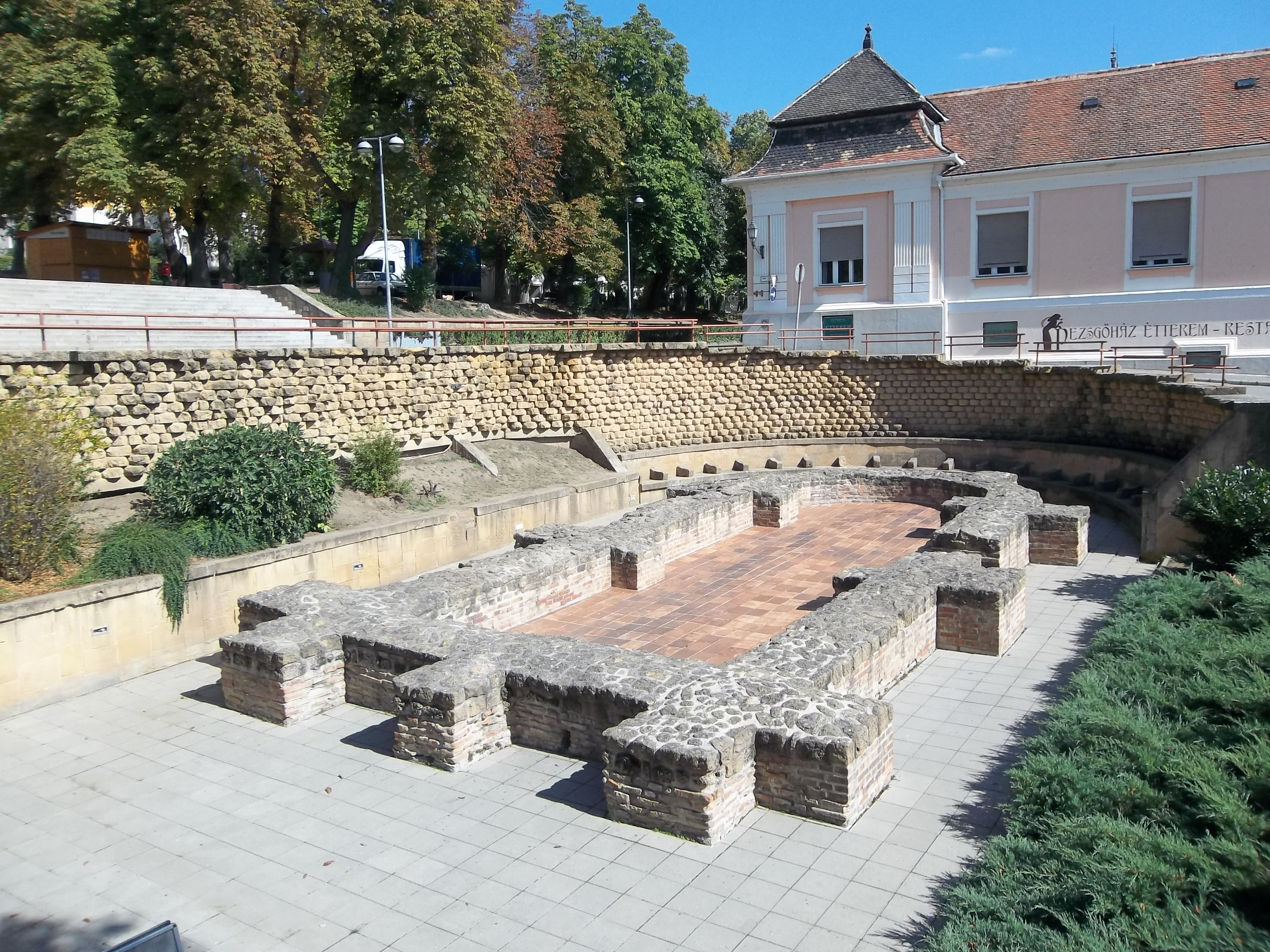
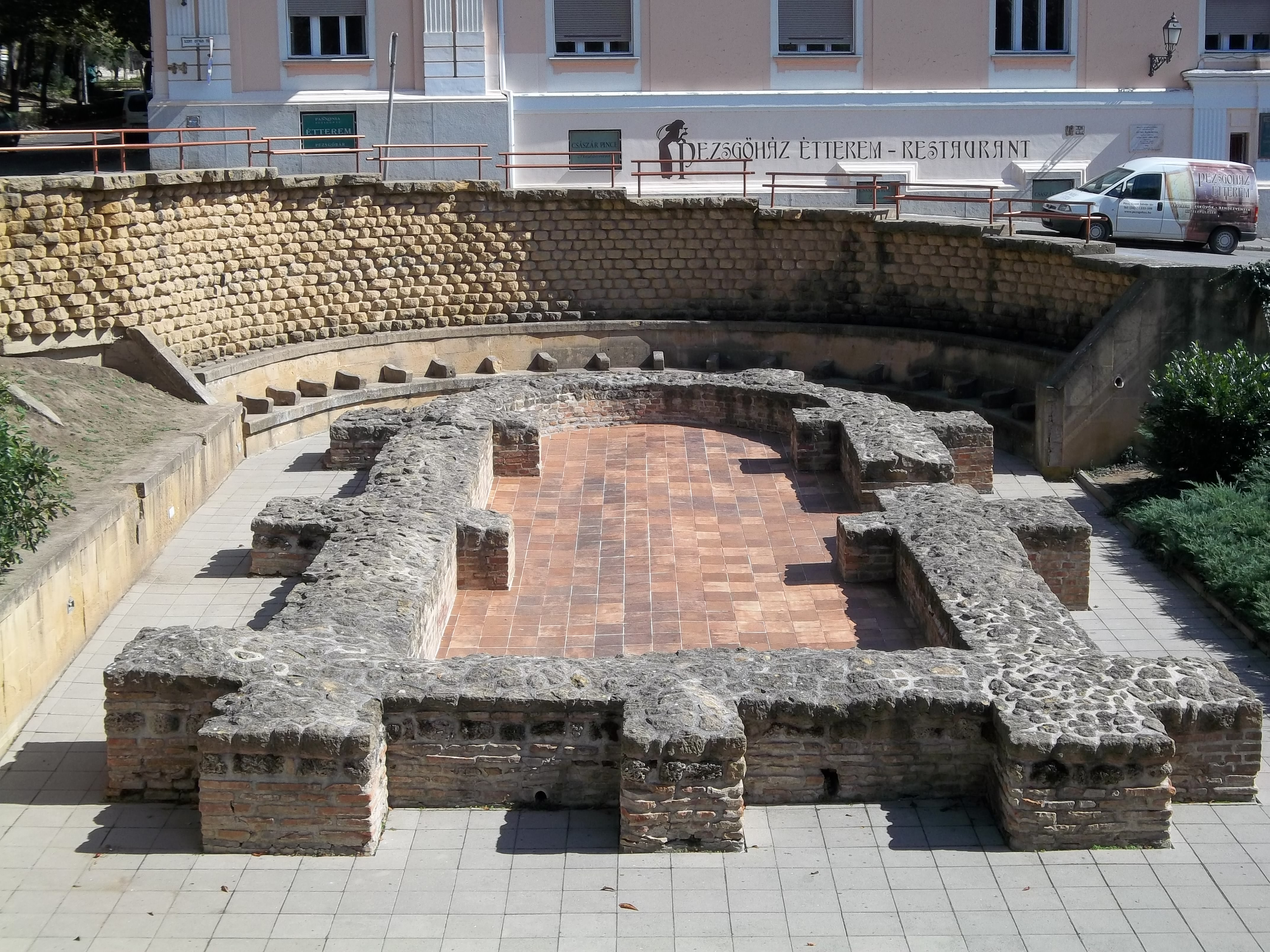
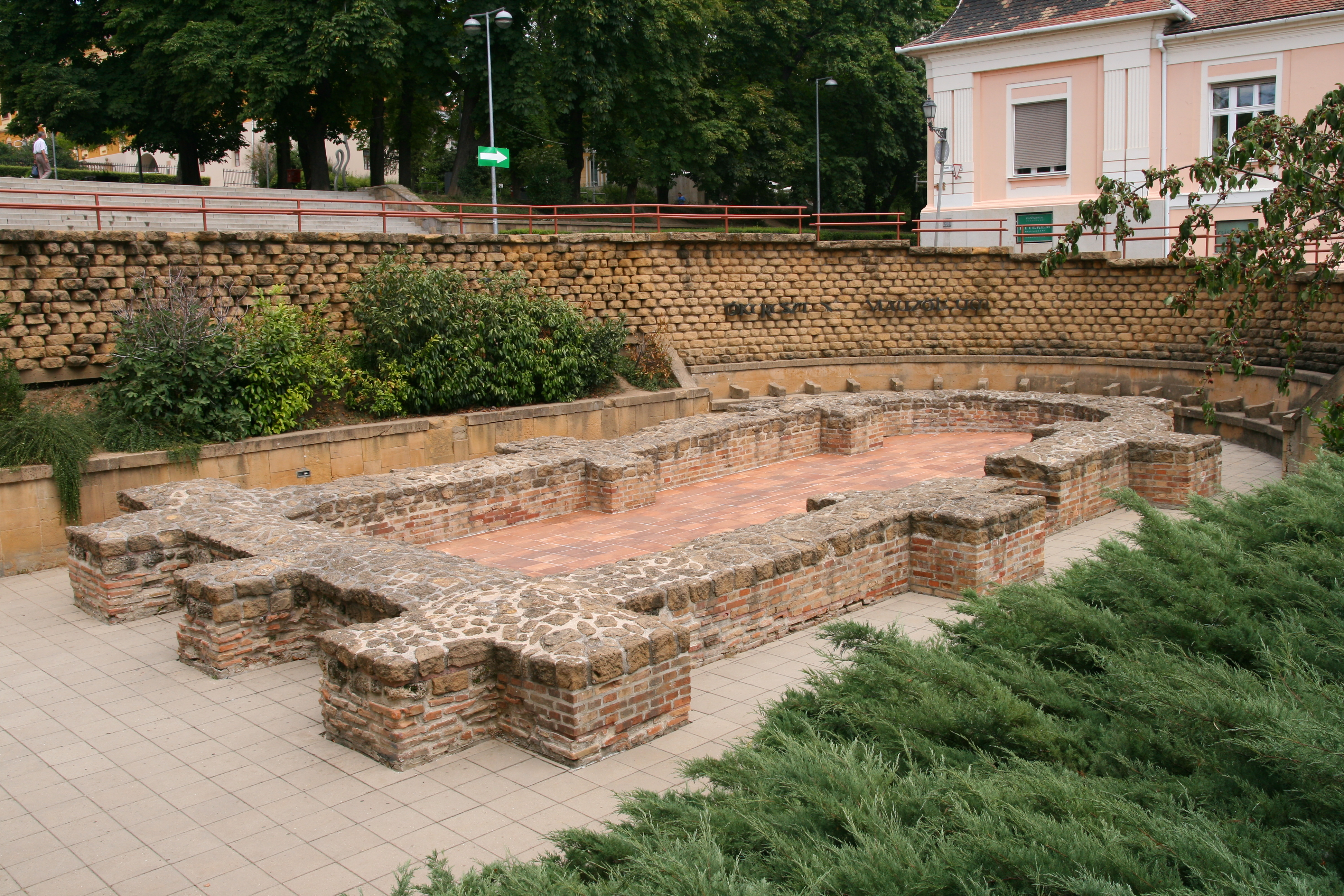
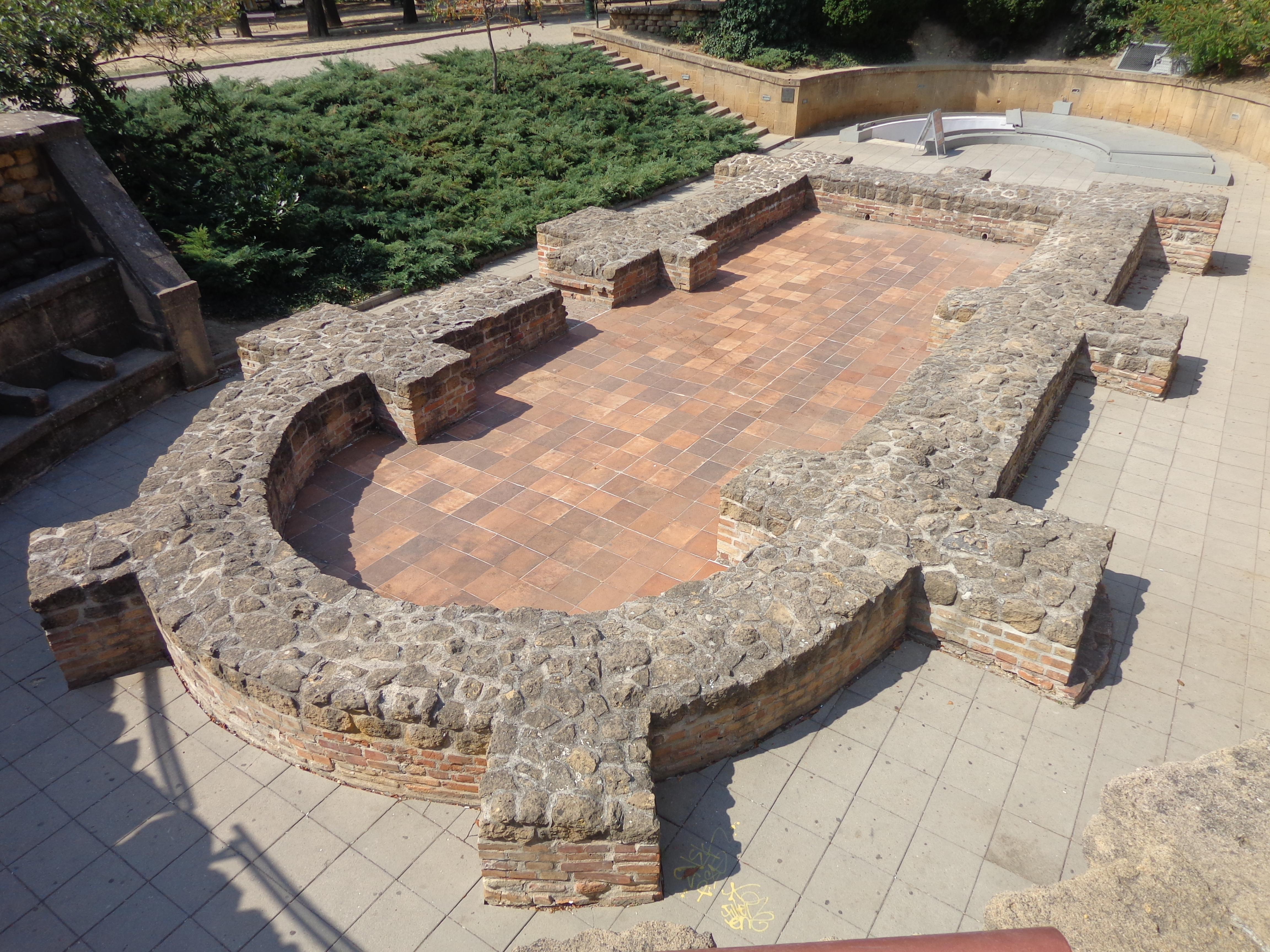

### További építmények

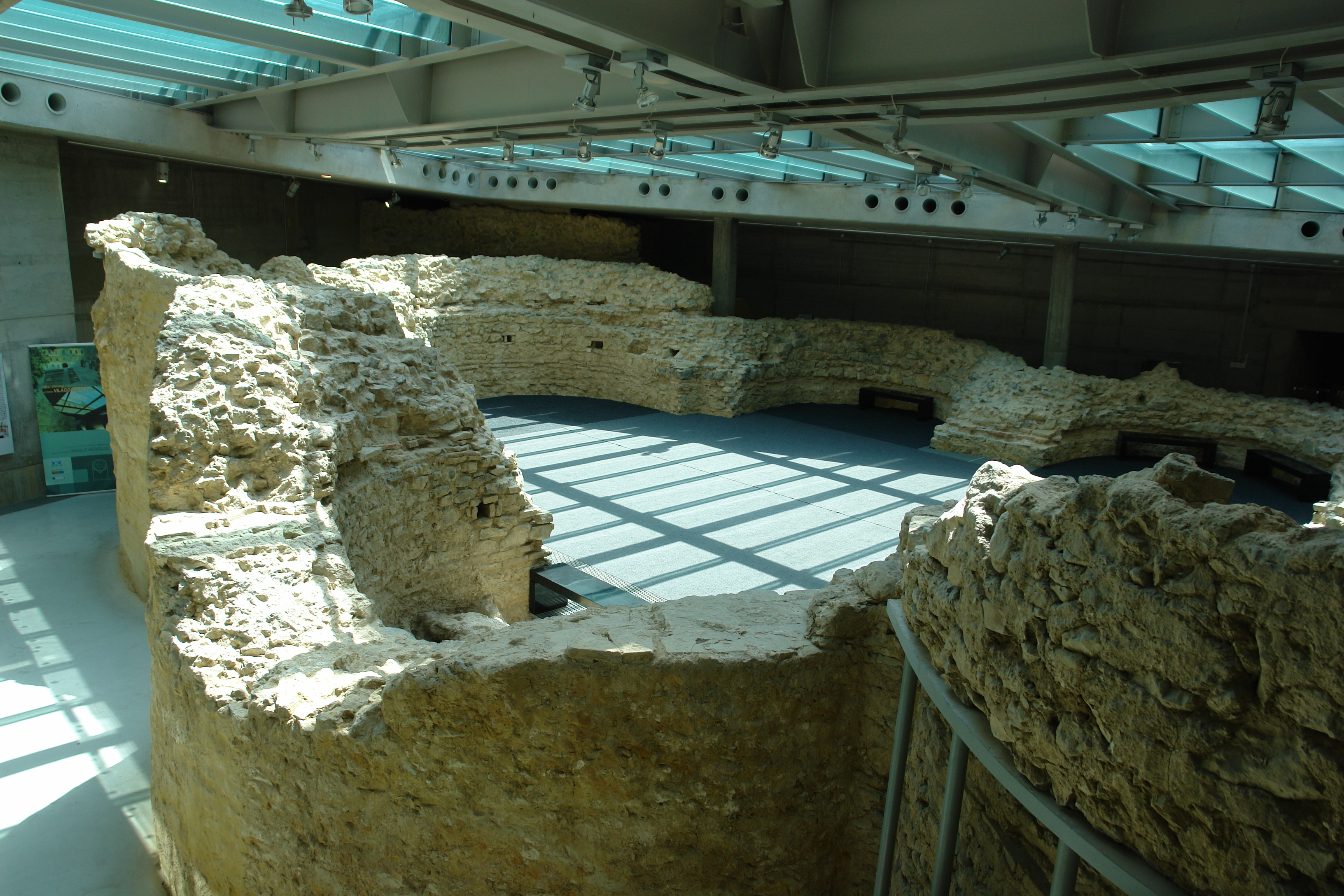
A hétkaréjos temetői kápolna – Cella Septichora

Az Apáca u. 14-ben 1962-ben feltártak egy helyszínt, amely egy temetői templom volt korábban, amely alá és köré temetkeztek is. A templom apszisa északkelet felé néz. Külön sírkamra itt nem volt. A helyszín jelenleg is látogatható. Pár házszámmal arrébb az Apáca u. 8. (Baranya Megyei Könyvtár udvara) szám alatt 1958-ban tártak fel egy temetőrészletet, amelyben több sír mellett egy festett ikersír, egy festetlen sírkamra és egy csoportos temetkezési helyt is találtak.
A Ciszterci Rend Nagy Lajos Gimnáziuma udvarán (Széchenyi tér) találtak rá régészek a XVII–XVIII. temetői építményekre 2002-ben. A felszíni kápolnák alapfalai maradtak meg. Alattuk egy jelképes és egy hamvasztásos sír volt, sírkamra nem. Föléjük épült a gimnázium fedett sportcsarnoka, ami alatt az ókeresztény építmények homokkal feltöltve megmaradtak. Jelenleg nem láthatók, de a sportcsarnok alatti jövőbeni bemutatásukra nyitva áll a lehetőség.
A XIX. sírkamrára a székesegyház délkeleti sarkától délre találatak rá 2003-ban, az ásatása jelenleg is folyik. A felszíni, félkör alakú épület falainak csonkjai maradtak meg. Alatta a sírkamra festetlen, dongaboltozata majdnem teljesen ép. A XX. épületet ugyanitt találták 2004 novemberében, ennek is tart még az ásatása. Itt is a felszíni épület csonkjai maradtak meg, alaprajza még nem ismert. Sírkamra is feltételezhető alatta. A székesegyház előtti sírkamrák bemutatása a felszínen kialakult műemléki épületegyüttes, ill. műemléki környezet megbontásával nem lehetséges, ezért föld alatti védőépületeket terveztek köréjük. A tervek alapján az egymáshoz közel levő sírkamrákat egységes módon, egybekötve mutatják be, úgy, hogy a modern kori föld alatti bemutatóhely ne keltse ókori katakombák hatását. A 2004-ben megnyert ROP-pályázat pénzeit erre fordította a város.

## A műemlékegyüttes jelentősége
A világörökségi listára nevezett emlékanyag olyan eszmékhez kötődik, amelyek történelmi jelentősége kiemelkedően fontos. A viszonylag kis területen feltárt, dokumentált építmények műemlékegyüttese a késő római temető hangulatát idézi. Az ókeresztény emlékcsoport különleges, egyedi bizonyítékát jelenti egy sajátos történelmi kontinuitásnak, amely átível a Kr. u. 4. századtól a népvándorláskor mozgalmas évszázadain egészen a magyar honfoglalásig. Pécs, mint folyamatos keresztény kegyhely – és mint ez a püspökség megalapításában is kifejeződik – szorosan kapcsolódik a keresztény gondolatisághoz és az államalapításhoz.
A római ókeresztény épületegyüttes szellemi üzenetének különös ritkaságú diszkontinuus fennmaradása és meghatározó szerepe a magyarság Kr. u. 10. századi európai integrációját jelentő kereszténység egyházszervezetének kiépítésében kiemelkedő jelentőségű. Olyan hagyomány, amely a magyarságnak a keresztény Európa államai közé, a középkori európai kultúrába való beilleszkedését segítette elő. Az ókeresztény temetők épületegyüttesében megtestesülő spirituális kontinuitásnak köszönhetően a középkori alapítású, ma is élő egyházmegyei központ nem az antik város, hanem a hozzá tartozó temető területén fejlődött ki és erősödött meg.
A pécsi ókeresztény emlékek egyetemes és helyi, de mindenképpen kiemelkedő értékű tanúi az első évezred keresztény halotti kultuszának, egy új vallás ébredésének és a változó körülmények közötti utóéletének. Ilyen nagyszámú és változatos arculatú ókeresztény emlék az európai provinciákban máshol nem került elő. A bibliai és más vallási tárgyú jelenetekkel, ókeresztény szimbólumokkal ékes falfestmények a késő római ókeresztény művészet kiemelkedő alkotásai.